# Cornel Mihalache
Cornel Mihalache (n. 11 mai 1963, București) este un jurnalist român.
Lucrează în Televiziunea Română din 1997, unde a realizat emisiunile "Cu ochii în patru" și "Curat Caragiale! Parol!".
În calitatea de regizor, el a lucrat la filmele "Căpșuni în aprilie" și "Brâncuși".
A primit un premiu APTR pentru anchetă (1997), un premiu UNITER pentru Cel mai bun spectacol de teatru (2002), dar și premiul Clubului Român de Presă pentru ancheta "1989. Sânge și catifea" (2005).

## Filmografie

### Ca actor
- Fructe de pădure (1983)
- Extemporal la dirigenție (1988)
- Zîmbet de Soare (1988)

### Ca regizor
- De Crăciun ne-am luat rația de libertate (1990, documentar), co-regie cu Catalina Fernoaga
- Întristări (1991)
- Întâlnire imposibilă (1992)
- Focurile morților (1993)
- Sculptorul (1993, scurtmetraj, documentar)
- Babu. Cazul Gheorghe Ursu (1996)
- Brâncuși (1996, documentar)
- Toarcla - Dumnezeu e cel ce aduce pachete (1998)
- Amnistia are calibrul 7,62 mm (1998)
- Vreau ratia mea de adevar (1999)
- 1989. Sânge și catifea (2005)
- Pepi (2006)
- Hobita, coloana și tractorul (2006)
- Sincronicități subiective (2007)
- Căpșuni în aprilie (2009, scurtmetraj, film de ficțiune)
- Revoluția vă aparține (2010)
- Cel ce gândește altfel (2010)
- Vă doare capul? Faj a feje? (2010), co-regie cu Edit Berecki
- Piepturi goale și buzunare pline (2012)
- Zi că-ți place (2013, film de ficțiune)
- Blestemul lui Brâncuși (2013, documentar)[3]
- Televiziunea la zidul revolutiei (2014)
- Canalul (2014)
- Dosar Reconstituirea (2015)
- Un film mai puțin vesel, mai mult trist, poetic și sfătos (2016)
- Sahiotii (2017)
- Dosar Romania - Alba ca Zapada si cele 7 mineriade (2018)
- Oameni cu rotile (2019)
- Scrisoare către un prieten și înapoi către țară - MANIFEST (2019)
- 1989 - Decembrie roșu (2019-2020)
- Phoenix. Har/Jar (2022)